# Pelinkovići
Pelinkovići este un sat din comuna Bar, Muntenegru. Conform datelor de la recensământul din 2003, localitatea are 151 de locuitori (la recensământul din 1991 erau 207 locuitori).

## Demografie
În satul Pelinkovići locuiesc 124 de persoane adulte, iar vârsta medie a populației este de 41,3 de ani (43,2 la bărbați și 39,5 la femei). În localitate sunt 41 de gospodării, iar numărul mediu de membri în gospodărie este de 3,68.
Populația localității este foarte eterogenă.
|  |

| Demografie | Demografie | Demografie |
| An         | Locuitori  | Locuitori  |
| ---------- | ---------- | ---------- |
|            |            |            |
|            |            |            |
|            |            |            |
|            |            |            |
| 1948       | 231        |            |
| 1953       | 234        |            |
| 1961       | 237        |            |
| 1971       | 268        |            |
| 1981       | 268        |            |
| 1991       | 207        | 177        |
| 2003       | 209        | 151        |

| \| Componența etnică conform recensământului din 2003[2] \| Componența etnică conform recensământului din 2003[2] \| Componența etnică conform recensământului din 2003[2] \| Componența etnică conform recensământului din 2003[2] \| Componența etnică conform recensământului din 2003[2] \| \| ----------------------------------------------------- \| ----------------------------------------------------- \| ----------------------------------------------------- \| ----------------------------------------------------- \| ----------------------------------------------------- \| \| \| \| \| \| \| \| Muntenegreni \| Muntenegreni \| \| 65 \| 43,04% \| \| Musulmani \| Musulmani \| \| 57 \| 37,74% \| \| Albanezi \| Albanezi \| \| 29 \| 19,2% \| \| necunoscută \| necunoscută \| \| 0 \| 0% \| |              |  |    |        |
| Componența etnică conform recensământului din 2003 |              |  |    |        |
| |              |  |    |        |
| Muntenegreni | Muntenegreni |  | 65 | 43,04% |
| Musulmani | Musulmani    |  | 57 | 37,74% |
| Albanezi | Albanezi     |  | 29 | 19,2%  |
| necunoscută | necunoscută  |  | 0  | 0%     |